# Richer Than I Ever Been
Richer Than I Ever Been (с англ. — «Богаче, чем когда-либо был») — одиннадцатый студийный альбом американского рэпера Рика Росса, выпущенный 10 декабря 2021 лейблами Maybach Music Group и Epic Records. Он стал продолжением предыдущей работы Росса, альбома Port of Miami 2 (2019). Делюкс-версия была выпущена в день рождения Росса — 28 января 2022 года.

## История
23 ноября 2021 года Рик Росс дал интервью изданию Complex, в котором назвал этот альбом своим «лучшим» и сравнил некоторые песни альбома со своей песней «Triple Beam Dreams» с пятого студийного альбома God Forgives, I Don't (2012). Он также объяснил, чем, по его мнению, Richer Than I Ever Been отличается от его предыдущих альбомов: 
В нем больше лирики. Я взялся за какое-то дерьмо. Я чувствовал, что после Port of Miami 2 смогу сделать что-то другое. Так что на Richer Than I Ever Been, возможно, первые пять песен могут быть просто ошеломляющими из-за продюсирования и уровня игры слов, рэпа. В этом, безусловно, есть разница, по сравнению с другими пластинками, где я создаю только атмосферу.Рик Росс

## Релиз и промоушн
Росс озвучил название альбома в августе 2020 года в интервью Эбро из Apple Music, запланировав его выпуск на тот же год. Список композиций был опубликован в декабре 2021 года. Ведущий сингл «Outlawz», в записи которого приняли участие американская автор-исполнительница Джазмин Салливан и рэпер из Атланты 21 Savage, был выпущен 12 ноября 2021 года. Второй и заключительный сингл, «Little Havana», записанный при участии бывшего кубинского наркобарона Вилли Фалькона и американского исполнителя и автора песен The-Dream, был выпущен 3 декабря 2021 года.

## Оценка критиков
| Совокупная оценка | Совокупная оценка |
| Источник          | Оценка            |
| ----------------- | ----------------- |
| AnyDecentMusic?   | 6.3/10            |
| Metacritic        | 66/100            |
| Оценки критиков   |                   |
| Источник          | Оценка            |
| AllMusic          | [ 8 ]             |
| Clash             | 7/10              |
| Exclaim!          | 7/10              |
| HipHopDX          | 3.3/5             |
| NME               | [ 12 ]            |
| Pitchfork         | 6.7/10            |
| RapReviews        | 5/10              |
| Rolling Stone     | [ 15 ]            |
| Spectrum Culture  | 60%               |

Альбом Richer Than I Ever Been был встречен в целом положительными отзывами. На сайте Metacritic, который присваивает нормализованный рейтинг в 100 баллов рецензиям профессиональных изданий, альбом получил средний балл 66 на основе восьми рецензий. Агрегатор AnyDecentMusic? поставил ему 6,3 балла из 10, основываясь на оценке своих критиков. Уилл Дьюкс из Rolling Stone высоко оценил альбом, заявив: «В Richer Than I’ve Ever Been Росс доказывает, что его высокие стремления являются основной частью его аутентичности». В рецензии на альбом для Exclaim! Уэсли МакЛин заявил: «Этот альбом не изменит чьё-либо мнение о Рике Россе, но поклонники получат всё, что они любят в его музыке: несколько выдающихся треков, обилие харизматичного роскошного рэпа и множество невероятных, роскошных инструментальных композиций, под которые вы сможете наслаждаться жизнью». По словам критика Clash Робина Мюррея, «записанный при участии Blxst, Yungeen Ace, Фьючера и Wale — Richer Than I Ever Been бессовестно увлекателен, это работа артиста, который знает, что хочет услышать его аудитория». Дилан Грин из Pitchfork сказал: «Richer Than I Ever Been — далеко не самый значимый альбом Росса, но немногие рэперы могут сделать так, чтобы то, что равносильно смене статуса, было похоже на то, что вы живёте непосредственно рядом с автором, проживая эту историю по крупицам». Бен Брутокао из HipHopDX пишет: «Даже если и не захватывающий, Richer Than I Ever Been является примером неизменного таланта командира MMG, даже если он не создает новой атмосферы».
В своем холодном обзоре Уилл Лавин из NME написал: «В том, что делает Рик Росс, нет ничего сложного. […] Росс неизменно изображает „старого Rozay“, добиваясь успешных результатов в большинстве случаев. Иногда простота — это ключ к успеху: если не сломалось, не чини». Энди Келлман из AllMusic сказал: «Это вполне адекватный LP Росса, выделяющийся, прежде всего, количеством участвующих в записи исполнителей». В своей смешанной рецензии Майкл Г. Барилло из RapReviews сказал: «В целом, за исключением некоторых многообещающих строчек и одного, может быть, двух выдающихся треков, Richer Than I Ever Been — это альбом, который предсказуемо провалился. В нем просто слишком много слабых битов, поддерживающих песни, которые чаще всего навевают скуку, чем передают ощущение мастерства или оригинальности».

## Список композиций
Информация взята из Tidal.
| №                   | Название                                                  | Продюсер(ы)                        | Длительность |
| ------------------- | --------------------------------------------------------- | ---------------------------------- | ------------ |
| 1.                  | «Little Havana» (при участии Вилли Фалькона и The-Dream)  | Boi-1da Jahaan Sweet Nick Brongers | 3:46         |
| 2.                  | «The Pulitzer»                                            | Тимбалэнд                          | 2:19         |
| 3.                  | «Rapper Estates» (при участии Benny The Butcher)          | Boi-1da COLEMAN Vinylz             | 3:23         |
| 4.                  | «Marathon»                                                | STREETRUNNER Tarik Azzouz          | 3:42         |
| 5.                  | «Warm Words in a Cold World» (при участии Wale и Фьючера) | Bink! And the Beat brothers        | 3:41         |
| 6.                  | «Wiggle» (при участии DreamDoll)                          | Don Cannon Lyle Leduff             | 2:42         |
| 7.                  | «Can't Be Broke» (при участии Yungeen Ace и Major Nine)   | 1900 Fetty Johnny Shipes           | 4:13         |
| 8.                  | «Made it Out Alive» (при участии Blxst)                   | Cheeze                             | 3:38         |
| 9.                  | «Outlawz» (при участии Джазмин Салливан и 21 Savage)      | AraabMuzik Carnage Infamous        | 4:50         |
| 10.                 | «Imperial High»                                           | DJ Toomp                           | 3:22         |
| 11.                 | «Richer Than I Ever Been»                                 | Black Metaphor                     | 2:53         |
| 12.                 | «Hella Smoke» (при участии Уиза Халифы)                   | Fuse                               | 3:40         |
| Общая длительность: | Общая длительность:                                       | Общая длительность:                | 42:09        |

| №                   | Название                                       | Продюсер(ы)               | Длительность |
| ------------------- | ---------------------------------------------- | ------------------------- | ------------ |
| 13.                 | «Vacheron» (при участии AZ)                    | Heatmakerz                | 3:16         |
| 14.                 | «Revelations»                                  | Cardiak                   | 3:36         |
| 15.                 | «Not For Nothing» (при участии Anderson .Paak) | Callum Connor Johan Lenox | 3:57         |
| Общая длительность: | Общая длительность:                            | Общая длительность:       | 52:58        |

## Чарты
| Чарт (2021)                            | Высшая позиция |
| -------------------------------------- | -------------- |
| Канада (Canadian Albums Chart)         | 96             |
| США (Billboard 200)                    | 22             |
| США (Billboard Top R&B/Hip-Hop Albums) | 10             |